# 埃尔派奥
埃尔派奥，是西班牙卡斯蒂利亚-莱昂萨拉曼卡省的一个市镇。 总面积62平方公里，总人口476人（2001年），人口密度8人/平方公里。